# Psittacanthus pentaphyllos
Psittacanthus pentaphyllos är en tvåhjärtbladig växtart som beskrevs av Kuijt. Psittacanthus pentaphyllos ingår i släktet Psittacanthus och familjen Loranthaceae. Inga underarter finns listade i Catalogue of Life.